# Geschwister-Scholl-Gymnasium Wetter
Das Geschwister-Scholl-Gymnasium ist das einzige Gymnasium in Wetter (Ruhr). Es befindet sich in Oberwengern im Stadtteil Volmarstein. Im Jahr 2017 wurden 820 Schüler von 70 Lehrkräften unterrichtet.

## Geschichte
Die Schule hieß ursprünglich Städtisches Gymnasium am See, weil sie sich in einem Gebäude in unmittelbarer Nähe des Harkortsees befand. Im Jahre 1989 kam es in Wetter zum Tausch der Schulgebäude: Wegen der stark gewachsenen Schülerzahl musste das Gymnasium in zwei verschiedenen Gebäuden in Alt-Wetter unterrichten und zog daher in das ehemalige Schulzentrum Oberwengern (vorher Real- und Hauptschule) um. Die Realschule zog in das alte Gymnasialgebäude am See, die Hauptschule kam in einen Bau unweit der Realschule, der ebenfalls Gymnasialgebäude war. Nach dem Umzug hieß das Gymnasium „Geschwister-Scholl Gymnasium Wetter (Ruhr)“. Es wurde am 22. Februar 1994 nach Sophie und Hans Scholl benannt. An diesem Tag wurde zur Erinnerung an den Widerstand gegen das faschistische NS-Regime und als Aufforderung zur Zivilcourage sowie zum Widerstand gegen Rassenhass und menschenverachtendes Handeln eine Tafel im Eingangsbereich der Schule enthüllt.
Der Förderverein wurde 1954 gegründet. 2003 gelang es mit der Unterstützung der Stadt, des Fördervereins, der städtischen Sparkasse und weiteren Sponsoren, eine Cafeteria einzurichten.

## Arbeitsgemeinschaften
Zu den AGs gehören unter anderem Theater, Chor, und (Bläser-)Band, Technik-AG, Sprachzertifikate und einige sportliche AGs, zum Beispiel für Fußball oder Volleyball.
Für die gymnasialen Oberstufen besteht eine Kooperation mit der Friedrich-Harkort-Schule in Herdecke.

## Planetenmodell Oberwengern
Am 20. Juni 2006 wurde das Gymnasium offiziell als Zentrum des neuen Planetenmodells Oberwengern / Wetter eingeweiht, das die Dimensionen unseres Planetensystems im Maßstab 1:3 Milliarden veranschaulicht. Die Arbeiten zu diesem Projekt wurden von verschiedenen Sponsoren finanziert und größtenteils von Schülern unter der Leitung und Mithilfe des Studiendirektors Klaus Kaschuba durchgeführt. So sind an wichtigen Orten in der Nähe der Umlaufbahnen im Modell, z. B. der Burg Volmarstein und innerhalb des Schulgebäudes, Schautafeln aus Plexiglas mit Informationen zum jeweiligen Planeten angebracht und auf dem Schulgelände die dort verlaufenden Planetenbahnen auf dem Boden markiert.

## Solaranlage der Schule
Aus Anlass der Einweihung der Fotovoltaikanlage auf dem Flachdach der Realschule Wetter 1998 ließ sich die Schulleitung für das Geschwister-Scholl-Gymnasium von der Firma Abakus auch ein erstes Angebot für eine Solaranlage machen. Zur gleichen Zeit begannen Verhandlungen mit dem Energieversorgungsunternehmen. Obwohl noch Förderungsgelder für solche Zwecke zur Verfügung standen und die Stadt Wetter vom Land NRW im Rahmen des REN-Programmes (REN für R-egenerative Energien und En-ergie sparen) Fördermittel für Energien erhalten hatte, die in beispielhaften Projekten in Schulen eingesetzt werden sollten, dauerte einige Zeit, bis das Projekt gestartet wurde. Unter anderem musste die Frage geklärt werden, ob sich die Investition von beinahe 70.000 DM lohnt.
Die Finanzierung erfolgte unter anderem durch
- Finanzielle Fördermittel vom Land NRW
- Fördermittel der Stadt Wetter aus dem REN-Programm des Landes
- Materielle und organisatorische Förderung durch die AVU
- „Erspartes“ aus dem Energiesparprogramm Fifty-Fifty (1998 beispielsweise 8750 DM)

Da die Schule nicht selber als Träger einer Solaranlage auftreten kann, wurde dies vom Förderverein übernommen. Dieser erfüllt die geforderten juristischen Bedingungen. Der Förderverein beauftragte die derzeitige Schulleitung mit der Durchführung der Maßnahme.

## Persönlichkeiten

### Ehemalige Schüler
- Paul Höller (* 1983), politischer Beamter (Bündnis 90/Die Grünen)
- Sophia (* 1995), Sängerin
- Julia Beautx (* 1999),  Deutsche Webvideoproduzentin